# Moleta del Camp
La Moleta del Camp és una muntanya de 1.070 metres que es troba entre els municipis de Paüls, a la comarca del Baix Ebre i d'Horta de Sant Joan, a la comarca de la Terra Alta.